# Paracataclysta fuscalis
Paracataclysta fuscalis är en fjärilsart som beskrevs av George Francis Hampson 1893. Paracataclysta fuscalis ingår i släktet Paracataclysta och familjen Crambidae. Inga underarter finns listade i Catalogue of Life.